# Romane Lunel
Romane Lunel, född 11 november 2004 i Alençon, är en fransk konstsimmare.

## Karriär
I augusti 2022 vid EM i Rom var Lunel en del av Frankrikes lag som tog brons i både det tekniska lagprogrammet och i highlight. Samma månad tog hon brons tillsammans med Oriane Jaillardon i det tekniska parprogrammet vid junior-VM i Québec.
I juni 2023 vid europeiska spelen i Kraków-Małopolska var Lunel en del av Frankrikes lag som tog guld i det akrobatiska lagprogrammet och brons i det tekniska lagprogrammet. Vid olympiska sommarspelen 2024 i Paris slutade hon på 14:e plats i partävlingen tillsammans med Anastasija Bajandina samt var en del av Frankrikes lag som slutade på fjärde plats i lagtävlingen.
Vid konstsim-EM 2025 i Funchal tog Lunel brons i det tekniska parprogrammet tillsammans med Anastasija Bajandina samt var en del av Frankrikes lag som tog brons i det tekniska lagprogrammet.